# Király Ernő (jogász)
Király Ernő (Nagyvárad, 1945. szeptember 5. –) jogász, jogszociológus, jogi szakíró. Király István bátyja.

## Életútja
A középiskolát szülővárosában (1963), egyetemi tanulmányait a kolozsvári Babeș–Bolyai Tudományegyetemen (1969) végezte, ugyanitt doktorált (1979). Rövid jogtanácsosi működés után 1970 óta ügyvédi gyakorlatot folytat Nagyváradon; majd ő látta el a római katolikus egyházi intézmények jogvédelmét.
Kutatási területei: a magánjog, a nemzetiségi jog, az iszlám jog és a halálbüntetés jogi, valamint társadalmi vonatkozásai. Írásaival először a helyi sajtóban jelentkezett (Fáklya, 1969). Rendszeresen közöl szakcikkeket és tanulmányokat A Hét és  a Korunk hasábjain, valamint külföldi szakfolyóiratokban, Jogtudományi Közlöny, (Budapest); Zeszyty Naukowe Universytetu Jagellonski (Krakkó); MC. Gill University Law Review (Montréal); Revue Internationale du Droit Comparée, (Párizs). Tanulmányai közül kiemelkedik az Euthanasia és büntetőjog (Korunk, 1982/2). A romániai magyarság jogvédelmének időszerű feladatai című értekezésével az újraalakult Erdélyi Múzeum-Egyesület (EME) első, gyergyószárhegyi tudományos értekezletén szerepelt (1990. szeptember 21–22.), előadását a nagyváradi Kelet-Nyugat közölte.